# ラッセル・シュウェイカート
ラッセル・L・シュウェイカート（Russell Louis "Rusty" Schweickart または Schweikart、1935年10月25日 - ）はアメリカ合衆国の宇宙飛行士である。月着陸船の初の有人試験を行った、アポロ9号の月着陸船操縦士として241時間の宇宙飛行を行った。

## 経歴
ニュージャージー州ネプチューンに生まれた。マサチューセッツ工科大学で航空工学を学び1956年に理学学士号を、1963年に理学修士号を取得した。大学在籍中に実験天文学研究所の研究員を務め、高層大気物理学、星の追跡、恒星画像の安定化の研究を行っていた。また1956年から1963年までアメリカ空軍とマサチューセッツ州空軍州兵でパイロットを務めた。1963年10月にNASAによって宇宙飛行士に選ばれ、1969年3月、アポロ9号の月着陸船操縦士としてはジェームズ・マクディビット、デイヴィッド・スコットとともに宇宙飛行を行った。月飛行に用いられる生命維持装置の試験も任務で、当初月着陸船から司令船に船外移動実験が予定されていた。シュウェイカートは軌道に乗った最初の日から宇宙酔いに悩まされ、船外移動実験は中止されたが、回復後月着陸船のハッチで宇宙服を着て船外活動した。この飛行では、宇宙からの実況中継テレビ放送され、エミー賞を受賞した。
シュウェイカートは、宇宙遊泳の際、地球を見つめてこのような感懐を抱いたという。
飛行後、宇宙酔いの研究のためにアポロ計画のメンバーから外れたが、1973年5月から6月にかけて行われたスカイラブ2号の予備飛行士を務めている。NASA勲功章（1969年）、NASA特別勲功章（1973年）を受勲した。
小惑星の衝突から地球を守るためのグループ、B612財団の設立者の1人である。
1985年にアレクセイ・レオーノフらと、宇宙探検家協会を設立した。